# Полтавська волость (Полтавський повіт)
Полтавська волость — адміністративно-територіальна одиниця Полтавського повіту Полтавської губернії з центром у повітовому та губернському місті Полтава (до складу волості не входило).
Станом на 1885 рік — складалася з 12 поселень, 15 сільських громад. Населення 5544 — осіб (2642 осіб чоловічої статі та 2902 — жіночої), 705 дворових господарств.

Найбільші поселення волості станом на 1885:
- Горбанівка — колишнє державне та власницьке село, 35 дворів, 185 мешканців, церква, 2 постоялих будинки, млин.
- Нижні Млини — колишнє державне та власницьке село при річці Ворскла, 130 дворів, 958 мешканців, церква, школа, 2 постоялих будинки, 8 млинів.
- Огнівка — колишнє власницьке село, 20 дворів, 96 мешканців, цегельний завод, млин.
- Яківці — колишнє державне та власницьке село при річці Ворскла, 41 двір, 248 осіб, церква, постоялий будинок, 2 млини

Старшинами волості були:
- 1900 року селянин Володимир Володимирович Марченко[2];
- 1904 року Єфрем Якович Рубан[3];
- 1913–1915 роках козак Петро Терентійович Щербань[4],[5].